# Kareliërs

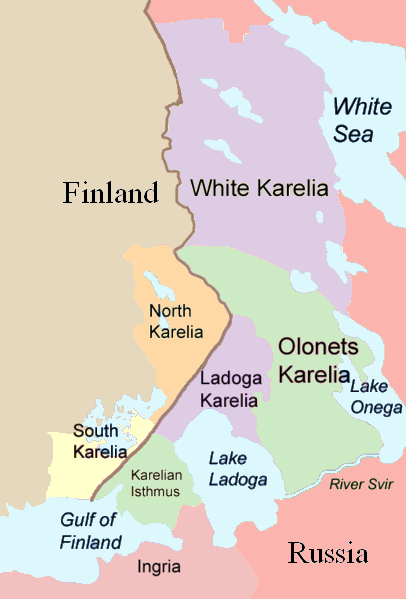
De samenstellende delen van Karelië

De Kareliërs (Karelisch: karjalaižet, Russisch: карелы) zijn een Oostzeefins volk dat voornamelijk woonachtig is in Russisch Karelië en het oosten van Finland. De Kareliërs laten zich het best onderscheiden door hun taal: het Karelisch, dat sterk verwant is aan het Fins en er vaak als dialect van wordt gezien.

## Geschiedenis
Vroeger leefden de Kareliërs samen in één gebied, Karelië. Echter zijn zij in de loop der geschiedenis gescheiden door staatsgrenzen tussen Rusland en Zweden, later Finland. Bij het Oosters Schisma geraakten de christelijke Kareliërs in twee kampen; de westelijker wonende Kareliërs bleven rooms-katholiek, de oostelijke Kareliërs werden Russisch-orthodox. Rond 1500 kwam Karelië grotendeels in bezit van Moskovië, voorloper van het latere Rusland. Hiermee begon geleidelijk aan de russificatie van de Kareliërs, en vestigde de Orthodoxe kerk zich er nog hechter, terwijl de westelijke Kareliërs zich bekeerden tot het Lutheranisme. In 1809 kwamen ook de Finnen en westelijke Kareliërs onder Russisch bestuur, wat zorgde voor een kleine toenadering. Echter nam het aantal Karelischtaligen steeds verder af, vooral doordat het Russisch steeds verder doordrong als bestuurstaal, en geleidelijk ook als voertaal.

Toen Finland in 1918 onafhankelijk werd, betekende dit opnieuw de deling van de Kareliërs in west en oost. Russisch Karelië kreeg een zekere mate van zelfbestuur toegekend binnen de Sovjet-Unie, met tot in de jaren 1980 Fins als bestuurstaal naast het Russisch. Toch werd vooral daarna het gebied gerussificeerd, door de vestiging van etnische Russen en door het overnemen van het Russisch als voertaal.
In 1989 bedroeg het aantal Kareliërs in de sovjetrepubliek Rusland 124.921 (130.929 in de hele Sovjet-Unie). Bij de volkstelling van 2010 was dit aantal gedaald tot 60.815, waarvan 45.500 in Russisch Karelië. Ongeveer 25.600 spraken Karelisch.
Sinds de 19e eeuw is er onder de Kareliërs een beweging die streeft naar een eigen staat, maar vaker komt het idee voor om Karelië en Finland te verenigen in één Groot-Finland.
Abazijnen ·
Abchaziërs ·
Achvachen ·
Adygeeërs ·
Aino ·
Aleoeten ·
Aljoetoren ·
Altaj (Oirot) ·
Andi ·
Armeniërs ·
Avaren ·
Azerbeidzjanen·
Balkaren ·
Baraba ·
Basjkieren ·
Bergjoden ·
Boerjaten ·
Chakassen ·
Chanten ·
Chinezen ·
Dargienen ·
Dolganen ·
Enetsen ·
Evenen ·
Evenken ·
Georgiërs ·
Grieken ·
Ingoesjen ·
Ingriërs ·
Itelmenen ·
Jakoeten ·
Joden ·
Joekagieren ·
Joepiken ·
Kabardijnen ·
Kalmukken ·
Kamtsjadalen ·
Karatsjajers ·
Kareliërs ·
Kazachen ·
Kereken ·
Ketten ·
Komi ·
Koreanen ·
Korjaken ·
Korjo-saram ·
Krim-Tataren ·
Lezgiërs ·
Mansen ·
Mari (Tsjeremissen) ·
Meschetische Turken ·
Mordwienen ·
Nanai ·
Negidalen ·
Nenetsen (Joeraken) ·
Nganasanen ·
Nivchen (Giljaken) ·
Nogai ·
Oedegen ·
Oedmoerten ·
Oekraïners ·
Oeltsjen ·
Oezbeken ·
Oroken ·
Orotsjen ·
Osseten ·
Polen ·
Pomoren ·
Rusland-Duitsers (inclusief Wolga-Duitsers) ·
Russen ·
Samen (Lappen) ·
Selkoepen ·
Sjoren ·
Sojoten ·
Tabassaranen ·
Perzen (Tadzjieken) ·
Taten ·
Teleoeten ·
Tofalaren ·
Tsachoeriërs (Caxur) ·
Tsjerkessen ·
Tsjetsjenen (Noxchi) ·
Tsjoektsjen ·
Tsjoelymen ·
Tsjoevanen ·
Tsjoevasjen ·
Turkmenen ·
Toevanen ·
Wepsen ·
Belarussen (Wit-Russen) ·
Wolga-Tataren ·
Woten